# Gilkeya
Gilkeya är ett släkte av svampar. Gilkeya ingår i familjen Pyronemataceae, ordningen skålsvampar, klassen Pezizomycetes, divisionen sporsäcksvampar och riket svampar.